# 猿山力也
猿山 力也（さるやま りきや、1984年2月15日 - ）は、日本の男子陸上競技選手。専門は走幅跳。千葉県流山市出身。成田高校、日本大学を経てモンテローザ10年所属、現在プロ陸上選手へ転向し現役を続けている。
自己ベストは走幅跳8m05、400m 47″70、300m 33″10、200m 21″39。
2007年に全日本実業団対抗陸上競技選手権大会で優勝。
2009年には香港で開催された東アジア競技大会に代表に選ばれ、銅メダルを獲得している。また、同年の日本陸上競技選手権大会でも荒川大輔、菅井洋平に続く3位につけた。
2010年にテヘランで開催されたアジア室内陸上競技選手権大会に出場し、走り幅跳びで金メダルを獲得した。